# История звукозаписи
Способы звукозаписи и носители для неё менялись со времени записи первых звуков (для последующего их воспроизведения) и до настоящего времени.

## Механические музыкальные инструменты
Первыми устройствами для записи и воспроизведения звука были механические музыкальные инструменты. Они могли воспроизводить мелодии, но не способны были записывать произвольные звуки, такие как человеческий голос. Механические изобретения воспроизводили музыку, записанную на бумагу, дерево, металлические валики, перфорированные диски и другие приспособления. Помимо человеческих рук, эти механизмы также могли приводиться в действие иными способами: водой, песком, грузом, пружиной или электричеством.
Автоматическое воспроизведение музыки известно ещё с IX века, когда братья Бану Муса около 875 года изобрели наиболее старинный из известных механических инструментов — гидравлический или «водный орган», который автоматически проигрывал сменные цилиндры. Цилиндр с выступающими «кулачками» на поверхности оставался основным средством для механического воспроизведения музыки до второй половины XIX века. Механический карильон, в котором подобный механический цилиндр с выступами приводит в действие колокола, упоминается в начале XIII века.
Также братья Бану Муса изобрели автоматическую флейту, которая предположительно представляла собой первую программируемую машину.
В эпоху возрождения появляются разнообразные механические музыкальные инструменты, использующие цилиндр для воспроизведения мелодий: шарманки (XV век), музыкальные часы (1598 год), механические спинеты (XVI век), музыкальные шкатулки, ящики (1815 год). Все эти изобретения могли играть сохранённую музыку, но не могли записывать различные звуки, живые выступления, и имели ограниченный набор мелодий.
Механическое пианино впервые было показано на выставке в Филадельфии в 1886 году, в нём использовалась бумажная перфорированная лента, которая позволяла записывать длинные пьесы. Механизм пианол постоянно совершенствовался, а выпуск их продолжался до середины XX века.

## Механическая запись
Первоначально механическая запись осуществлялась механоакустическим способом (записываемый звук воздействовал через рупор на мембрану, жёстко связанную с резцом). В дальнейшем этот способ был полностью вытеснен электроакустическим способом: записываемые звуковые колебания преобразуются микрофоном в соответствующие электрические токи, воздействующие после их усиления на электромеханический преобразователь — рекордер, который превращает переменные электрические токи посредством магнитного поля в соответствующие механические колебания резца.

### Фоноавтограф

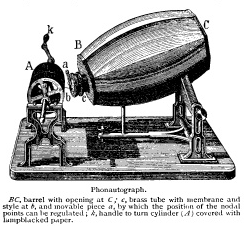
Фоноавтограф

В 1857 году де Мартенвилль изобрёл фоноавтограф. Устройство состояло из акустического конуса и вибрирующей мембраны, соединённой с иглой. Игла соприкасалась с поверхностью вращаемого вручную стеклянного цилиндра, покрытого сажей. Звуковые колебания, проходя через конус, заставляли мембрану вибрировать, передавая колебания игле, которая прочерчивала в слое сажи форму звуковых колебаний. Однако назначение этого устройства было чисто экспериментальным — оно не могло воспроизводить сделанную запись. 25 марта 1857 года французское правительство выдало Леону Скотту патент на изобретённое им устройство. Были записаны колебания в воздушном пространстве и разные голоса.
Фоноавтограммы:
- 09.04.1860 — французская народная песня «Лунный свет» (фр. Au Clair de la Lune).
- 04.05.1860 — отрывки из поэмы Тассо «Аминта» (Tasso’s Aminta).
- 09.1860 — Эдуар де Мартенвиль «Летящая пчелка» (фр. Vole Petite Abeille).

### Палеофон
В апреле 1876 года Шарль Кро изобрёл палеофон (в переводе с греческого «звук прошлого»). Палеофон состоял из пластинки, рупора, горизонтально расположенной иглы и мембраны. Игла проходила по звуковым дорожкам на пластинке и передавала колебания на мембрану. Звук усиливался рупором. Из-за проволочек в Парижской академии изобретателю запатентовать его не удалось.
Упоминания о палеофоне обнаружил немец Эмиль Берлинер, изобретатель граммофона.

### Фонограф
В 1877 году Томас Эдисон изобрёл фонограф, который уже мог воспроизводить свою запись. Звук записывается на носителе в форме дорожки, глубина которой пропорциональна громкости звука. Звуковая дорожка фонографа размещается по цилиндрической спирали на сменном вращающемся барабане. При воспроизведении игла, двигающаяся по канавке, передаёт колебания на упругую мембрану, которая излучает звук. На своё изобретение он получил патент, выданный патентным ведомством США 19 февраля 1878 года. В период с 1878 по 1887 годы, отложив работу над фонографом, занимался лампой накаливания. Продолжив работу, начал использовать для записи звука цилиндр с восковым покрытием (идея предложена Чарльзом Тейнтером). Изобретение получило настолько большой успех, что в 1906 году были представлены публике несколько музыкальных и театральных записей, осуществлённых созданной им Национальной Фонографической компанией (National Phonograph Company). Все тогдашние фонографы работали по следующему принципу: по вращающемуся звуконосителю перемещалась игла-резец, полученные при помощи мембраны-микрофона механические колебания механически же фиксировались деформацией звуконосителя. В первых конструкциях оригинальный звуконоситель использовался и для воспроизведения, но такая технология не давала дополнительной механической энергии для того, чтобы получить звук достаточной громкости. В дальнейшем начали применять методы гальванопластики для изготовления копии звуконосителя из более твёрдого материала. Для воспроизведения записи по звуконосителю перемещалась игла, механически связанная с мембраной-излучателем. Первые фонографы, использующие фольгу на цилиндрических носителях, позволяли осуществить лишь очень короткие записи — длительностью всего несколько минут — и быстро изнашивались. Более долговечными стали валики, покрытые слоем воска. Фонографы стали очень популярны в США и Европе. Этому способствовали множество записей музыки популярных исполнителей (например, итальянского тенора Энрико Карузо), созданных появившимися звукозаписывающими компаниями. Успех повлёк за собой появление всё новых моделей. Швейцарские производители стали специализироваться на маленьких переносных фонографах. Кроме фонографов с валиками появились и дисковые. Дисковые фонографы вращали звуконоситель со скоростью 80 об/мин, звук усиливался при помощи рупора конической формы. Большинство моделей приводились в движение ручкой, которая заводила пружину, таким образом делая прибор удобным и не требовательным к внешним условиям. Однако дисковой фонограф вышел на рынок в 1912 году, а с 1887 года уже существовал граммофон, который вскоре превзошёл все модели фонографа.

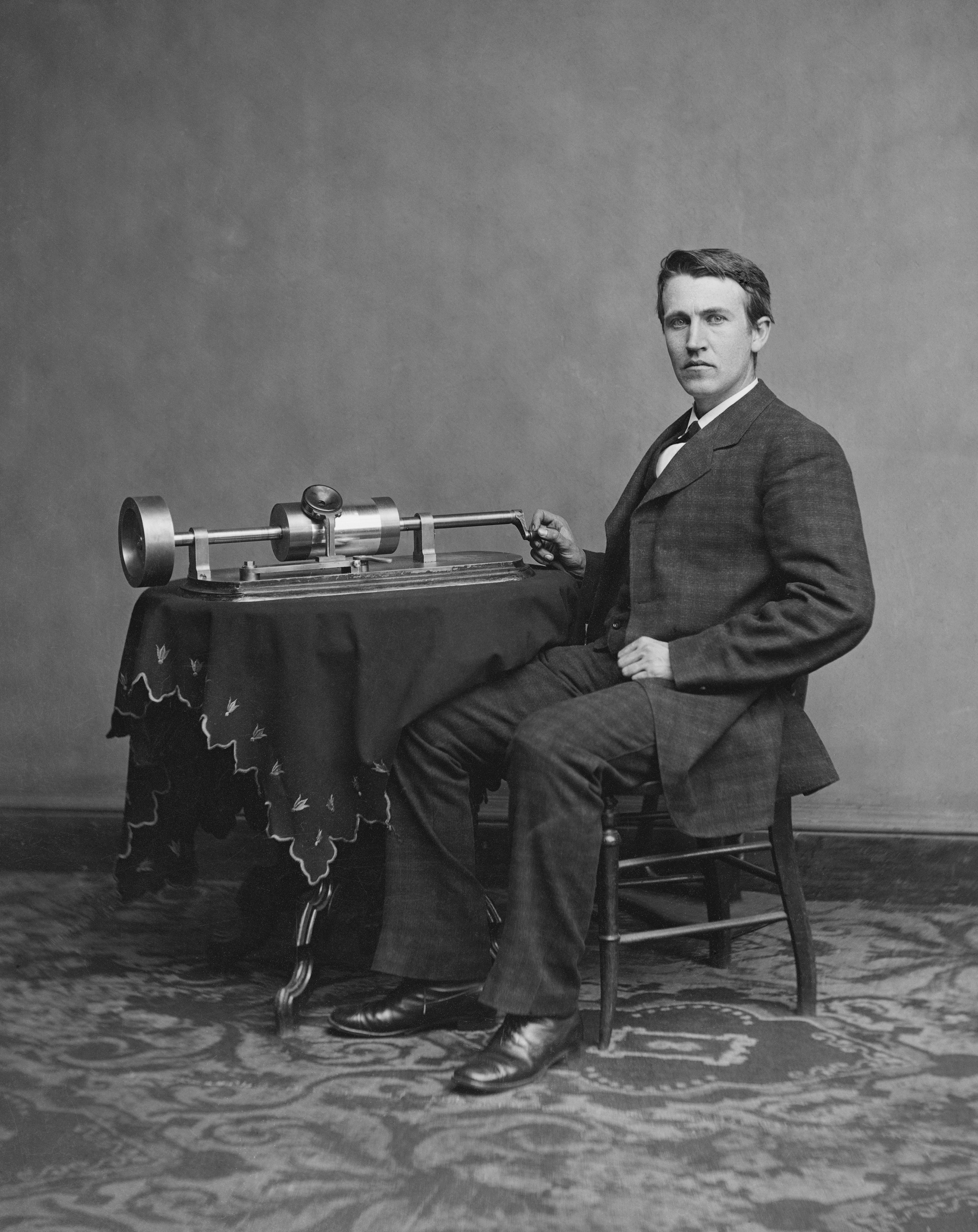
Томас Эдисон
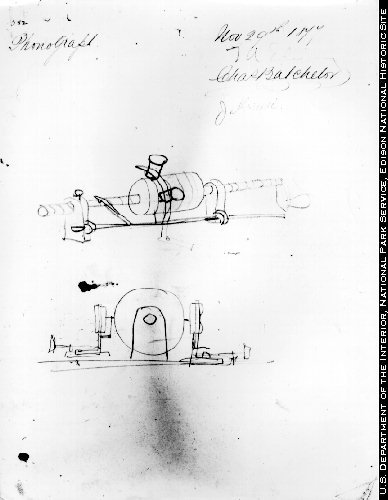
Набросок первого фонографа
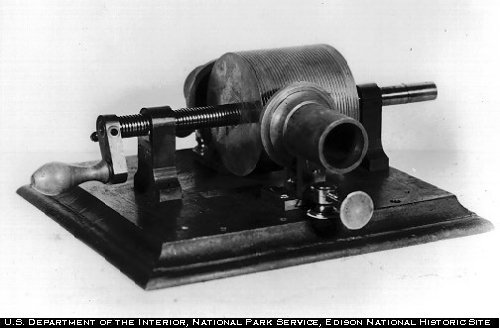
Первая модель фонографа
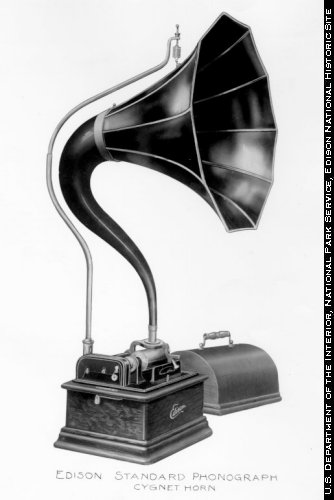
Стандартный фонограф
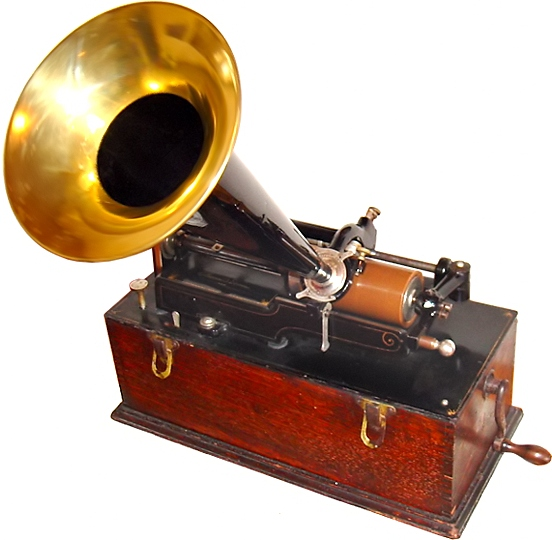
Переносной фонограф
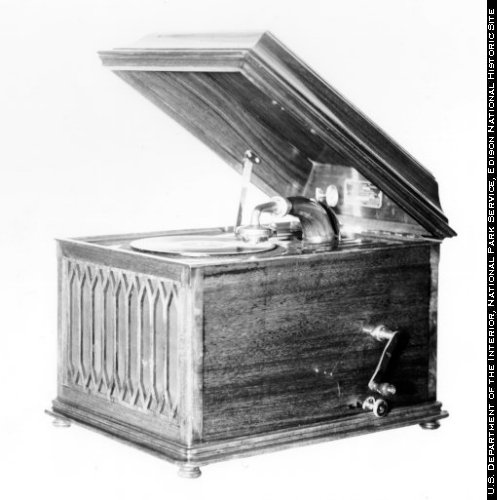
Дисковый фонограф

### Граммофон

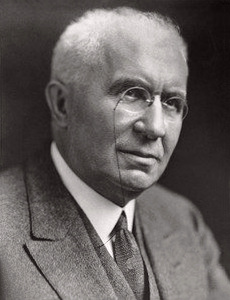
Э. Берлинер

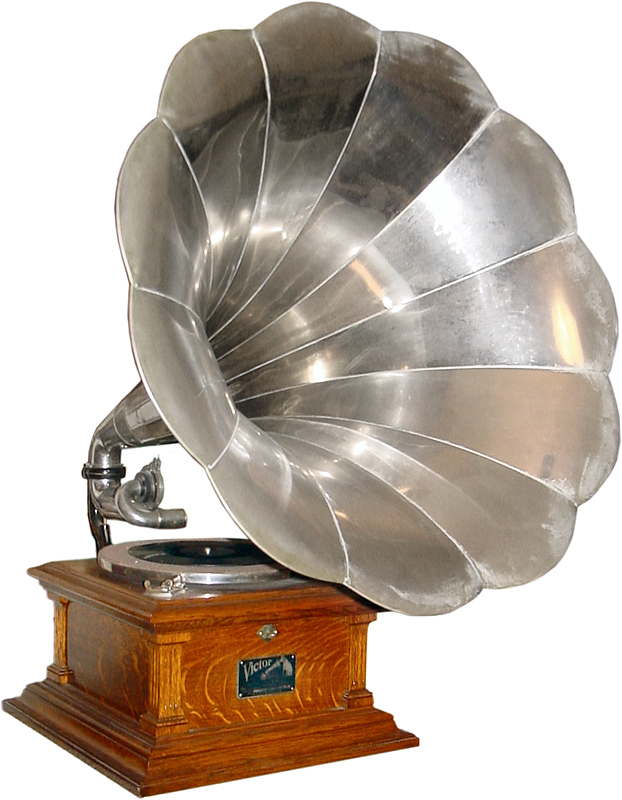
Стандартный граммофон

«Граммофон» был изобретён в 1887 году Эмилем Берлинером. Вместо воскового валика использовалась специальная граммофонная пластинка в виде плоского диска. Запись, как и в фонографе, велась иглой, которая оставляла спиральную канавку на одной из поверхностей диска. Скорость вращения стандартной грампластинки — 78 об/мин. Первая в мире граммофонная пластинка была изготовлена из целлулоида. С 1897 года уже изготовлялись пластинки из шеллака, шпата и сажи. Кроме обычных граммофонов были и тумбовые.
В начале своей эволюции грампластинки имели различную скорость вращения (от 60 до 130 оборотов в минуту). Большая толщина дорожки значительно снижала длительность звучания — 2-3 минуты на одной стороне. Двусторонними грампластинки стали в 1903 году, благодаря разработкам фирмы «Одеон». До начала 1910-х годов на них выпускали в основном отрывки из произведений музыкальных классиков, так как на них помещалось в общей сложности только до пяти минут звучания. В 1930-х годах пластинки выпускались по одной композиции на одной стороне, и часто один концерт одного исполнителя продавался комплектом пластинок по несколько штук, часто в картонных, реже в кожаных, коробках. Из-за внешнего сходства таких коробок с фотоальбомами их стали называть record albums или «альбом с записями». Основные фирмы грампластинок международного масштаба — Grammophone и Columbia, а на территории России — «Пишущий амур».
- Первая фирма (компания) грамзаписи — «Berliner Gramophone Company», основанная Берлинером в 1893 году.
- Вторая, не менее известная — Columbia Phonograph Company.
- На территории России основной («солидной») фирмой была «Пишущий амур» (с 1902 г.), филиал компании Grammophone.
- Во всем мире, а также в России, существовали множество малых фирм.

### Патефон

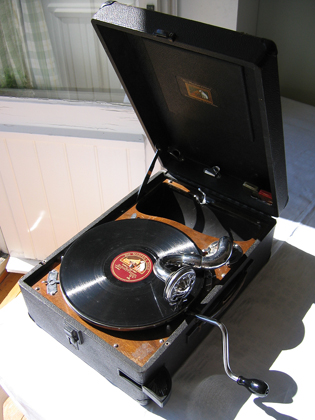
Патефон

В 1907 году Гильон Кеммлер предложил усовершенствование граммофона. Так вскоре появился патефон. В отличие от граммофона, у патефона рупор маленький и встроен в корпус, сам аппарат скомпонован в виде чемоданчика, переносится в застёгнутом виде за специальную ручку. Патефон мог проигрывать грампластинки со скоростью 78 об/мин. В 40-х годах появился мини-патефон, который имел большую популярность у солдат Второй Мировой. Вскоре появились и электропатефоны.
Основными заводами по производству патефонных пластинок в СССР были Ногинский, Московский, Апрелевский, а вскоре и Ленинградская артель «Пластмасс».

## Электромеханическая запись
В 1925 году вместо способа записи через рупор стали пользоваться электроакустическим способом — записью через микрофон. За счёт уменьшения искажений частотный диапазон расширился с 150-4000 до 50-10000 Гц. Вместо пружинного двигателя для вращения пластинки стал использоваться электрический двигатель, а вместо механического звукоснимателя был применён сначала пьезоэлектрический, а позднее более качественный — магнитный. Эти звукосниматели преобразуют колебания иглы, бегущей по звуковой дорожке грампластинки, в электрический сигнал, который после усиления в электронном усилителе поступает в громкоговоритель.

### Электрофон

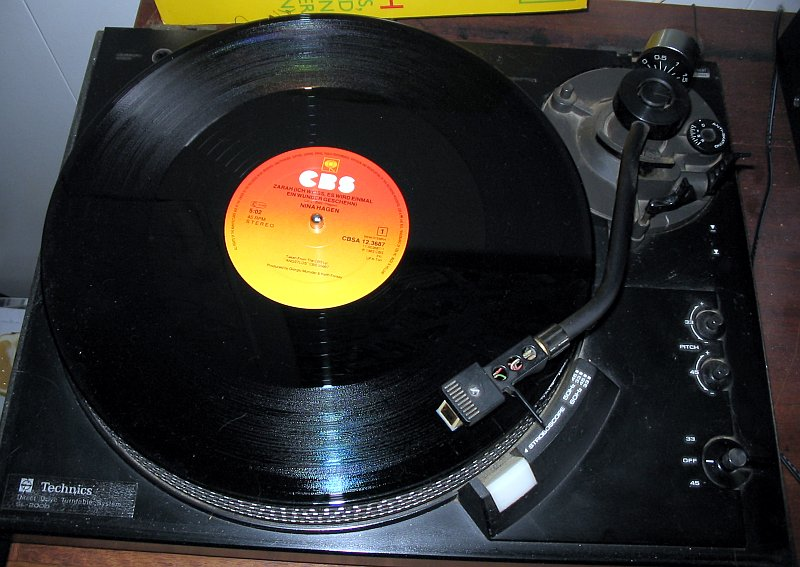
Проигрыватель грампластинок

Электрофон отличается от граммофона и патефона принципом действия, а именно тем, что в электрофоне механические колебания иглы звукоснимателя преобразуются в электрические колебания, которые проходят через усилитель и затем преобразуются в звук электроакустической системой, включающей, в зависимости от вида электрофона, от одного до четырёх электродинамических громкоговорителей.
В быту электрофон часто называют проигрывателем. По официальной советской терминологии электрофоном называлось устройство воспроизведения грамзаписи, включающее усилитель низкой частоты и акустическую систему, а электропроигрывателем — устройство без встроенного усилителя (в быту — «вертушка»). До конца 1950-х применялся термин «электрограммофон» или «электропатефон».
Электрофоны используются до сих пор как в домашних условиях, так и в электронной музыке в составе другого инструментария. Тем не менее в домашних условиях их распространение практически свелось к нулю, равно как и продажа граммофонных пластинок, в силу фактически полного вытеснения их цифровыми средствами воспроизведения звука.

### Шоринофон
В 1930-е годы советский изобретатель А. Ф. Шорин разработал прибор для оперативной записи и воспроизведения звука, работающий по принципу грамзаписи, но использующий в качестве носителя не вращающуюся пластинку или цилиндр, а киноплёнку, протягиваемую с постоянной скоростью. Таким образом, длительность непрерывной записи/воспроизведения ограничивалась только длиной плёнки (на 40-метровой ленте размещалось до 2 часов фонограмм в несколько дорожек). Качество записи было невысоким и годилось в основном для записи речи. Аппараты под названием «шоринофон» производились до войны промышленно, использовались в основном в радиовещании для подготовки репортажей. Известны и другие системы механической записи на гибкую ленту. Например, система Филипс-Миллера с механической записью и оптическим воспроизведением использовала прозрачную ленту шириной 6 мм с чёрным покрытием, прорезаемым во время записи звука.

### «Говорящая бумага»

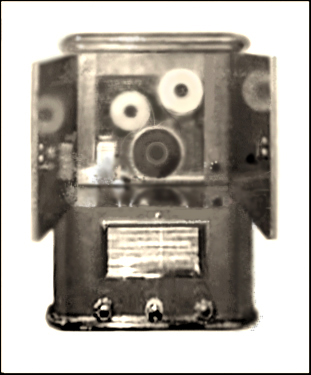
Аппарат «Говорящая бумага» 1941 года

В начале 1930-х годов году советский инженер Борис Павлович Скворцов предложил фотоэлектрический метод воспроизведения звукозаписи с непрозрачного ленточного носителя в отражённом свете. В 1933 году при его участии было получено авторское свидетельство на «Устройство для записи звука на непрозрачных поверхностях», а в 1935 году на «Аппарат для воспроизведения звука, записанного на непрозрачной ленте». Новый метод звукозаписи привлёк внимание Комитета по изобретательству, который в 1934 году внёс «Говорящую бумагу» в список «пяти особо важных изобретений», производственные испытания которых следовало ускорить. Первоначальный вариант устройства использовал механическую запись звука на бумажную ленту путём нанесения краски колеблющимся пером, но этот метод не давал желаемого качества записи из-за инерционности пишущего узла. В качестве решения этой проблемы был испробован фотографический перенос звуковой дорожки с прозрачной киноленты на фотобумагу. После преодоления ряда технических затруднений удалось добиться качества воспроизведения такой записи, не уступающего воспроизведению звука с киноленты. Затем коллектив инженеров приступил к разработке тиражирования записей полиграфическим методом на обычной бумаге. В 1937 году, уже после смерти Скворцова, под руководством З. Л. Персица в лаборатории треста «Полиграфкнига» началась работа над промышленной реализацией «Говорящей бумаги».
К 1941 году были подготовлены к серийному производству около 150 наименований записей на «Говорящей бумаге» и два варианта воспроизводящих аппаратов: комбинированный с радиоприёмником 6Н25 (их должны были производить Александровский радиозавод и «Электросигнал») и приставка, совместимая с любым радиоприёмником, имеющим адаптерный вход. На бумажной ленте шириной 35 мм располагалось 8 дорожек, воспроизводимых последовательно с автоматическим переключением дорожки и направления перемотки ленты, что обеспечивало до 45 минут непрерывного звучания записи. В конце мая 1941 года приставка для воспроизведения «Говорящей бумаги» производства Коломенского граммофонного завода поступила в продажу по цене 572 рубля, рулон звукозаписи стоил 8 рублей 55 копеек.
С началом Великой Отечественной войны производство и распространение «Говорящей бумаги» были остановлены. В 1945 году под руководством возглавившего лабораторию Н. П. Авцына была предпринята попытка возобновить промышленное производство «Говорящей бумаги». К марту 1945 года было отпечатано 50 000 рулонов «Говорящей бумаги» с различными музыкальными записями продолжительностью звучания 25-40 минут (тогда как патефонная пластинка звучала 6 минут). Специально для «Говорящей бумаги» Рыбинским заводом полиграфических машин была создана ротационная машина, обеспечивающая печать ленты длиной до 20 метров с одной формы. По результатам испытаний, лента «Говорящей бумаги» выдерживала не менее 4000 воспроизведений. Стоимость экземпляра звукозаписи оперы на бумажном рулоне оценивалась в 20 рублей — примерно в 150 раз дешевле записи на тонфильме. В течение 1945 года планировалось выпустить ещё 50 000 рулонов с новым репертуаром и 3000 воспроизводящих аппаратов конструкции Н. П. Авцына и Э. Я. Дыскина.
Однако Госплан СССР не принял предложения развернуть широкое производство «Говорящей бумаги», отдав приоритет развитию магнитофонной техники. По мнению участника разработки «Говорящей бумаги» З. Л. Персица, это решение было связано с участием в экспертизе проекта разработчика магнитофонов и не учитывало ключевое преимущество «Говорящей бумаги»: простоту и дешевизну массового тиражирования записей, что давало возможность их использования в информационных, пропагандистских и учебных целях, и чего запись на магнитной ленте обеспечить не могла.

## Магнитная запись

### Телеграфон

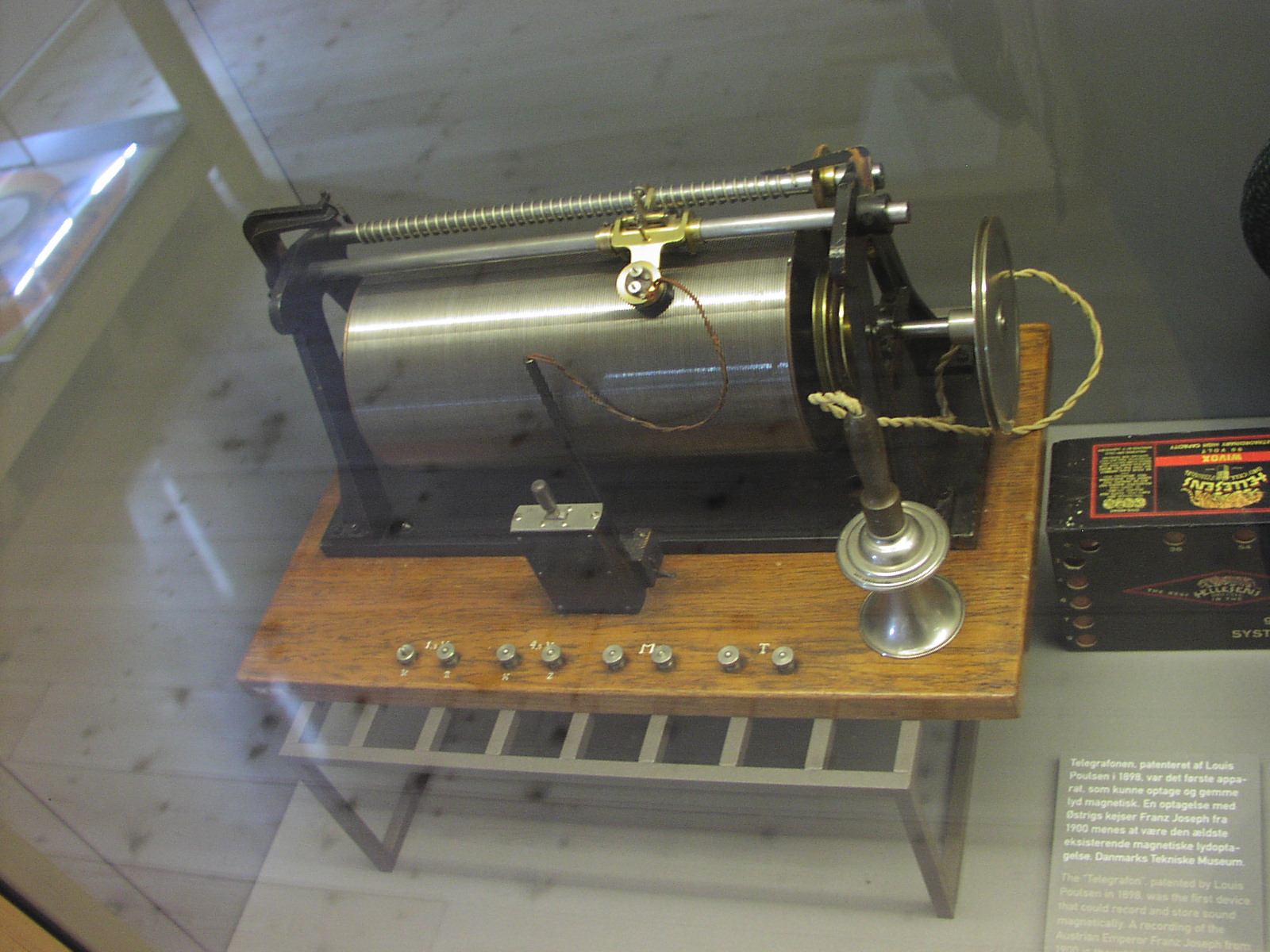
Проволочный телеграфон Поульсена.

В 1878 году американский инженер Оберлин Смит впервые ознакомился с изобретением Эдисона — фонографом. Увидев потенциал этого прибора, Смит приобрёл образец для своей лаборатории, и принялся экспериментировать с его конструкцией. Итогом этих опытов стала статья «Некоторые возможные формы фонографа» (Some Possible Forms Of Phonograph), вышедшая в 1888 году в нью-йоркском журнале «Электрический мир» (Electrical World). В своей статье, помимо двух вариантов механической записи звука, где в качестве носителя предлагались стальная проволока или стальная лента, Смит впервые предложил конструкцию прибора, в котором для записи звука использовалось явление магнетизма. Это устройство он назвал полностью электрическим вариантом фонографа. В качестве носителя предлагалось использовать хлопковую или шёлковую нить с прочно закреплёнными кусочками стальной проволоки, которые, под воздействием тока, идущего от микрофона, будут намагничиваться, проходя через катушку. По мнению изобретателя, такой прибор увеличил бы громкость записи, так как в записи не присутствовали бы шумы механической природы (шум иглы, скребущей по поверхности носителя). К тому же такой прибор можно было применять для записи речевых сообщений.
Смит опубликовал свои идеи усовершенствования фонографа с той целью, чтобы читатели, которых заинтересуют его идеи, воплотили бы их в жизнь, так как у изобретателя не было времени заняться этим самому.
Изучив статью Оберлина Смита, датский инженер Вальдемар Поульсен после череды опытов изготовил первый прибор магнитной записи, который он назвал телеграфон. В качестве носителя он использовал металлическую (стальную) проволоку. В 1898 году Поульсен получил патент на своё изобретение.
В 1903 году немецкий изобретатель Курт Штилле (Kurt Stille) с целью опытов привёз в свою мастерскую телеграфон Поульсена, и в 1924 году начал продажи улучшенной версии телеграфона, в которой носителем по прежнему являлась стальная проволока, но в конструкцию был добавлен электронный усилитель, чтобы использовать это устройство в качестве диктофона. Позже стальную проволоку заменили на стальную ленту, так как лента меньше рвалась и путалась.

### Магнитофон

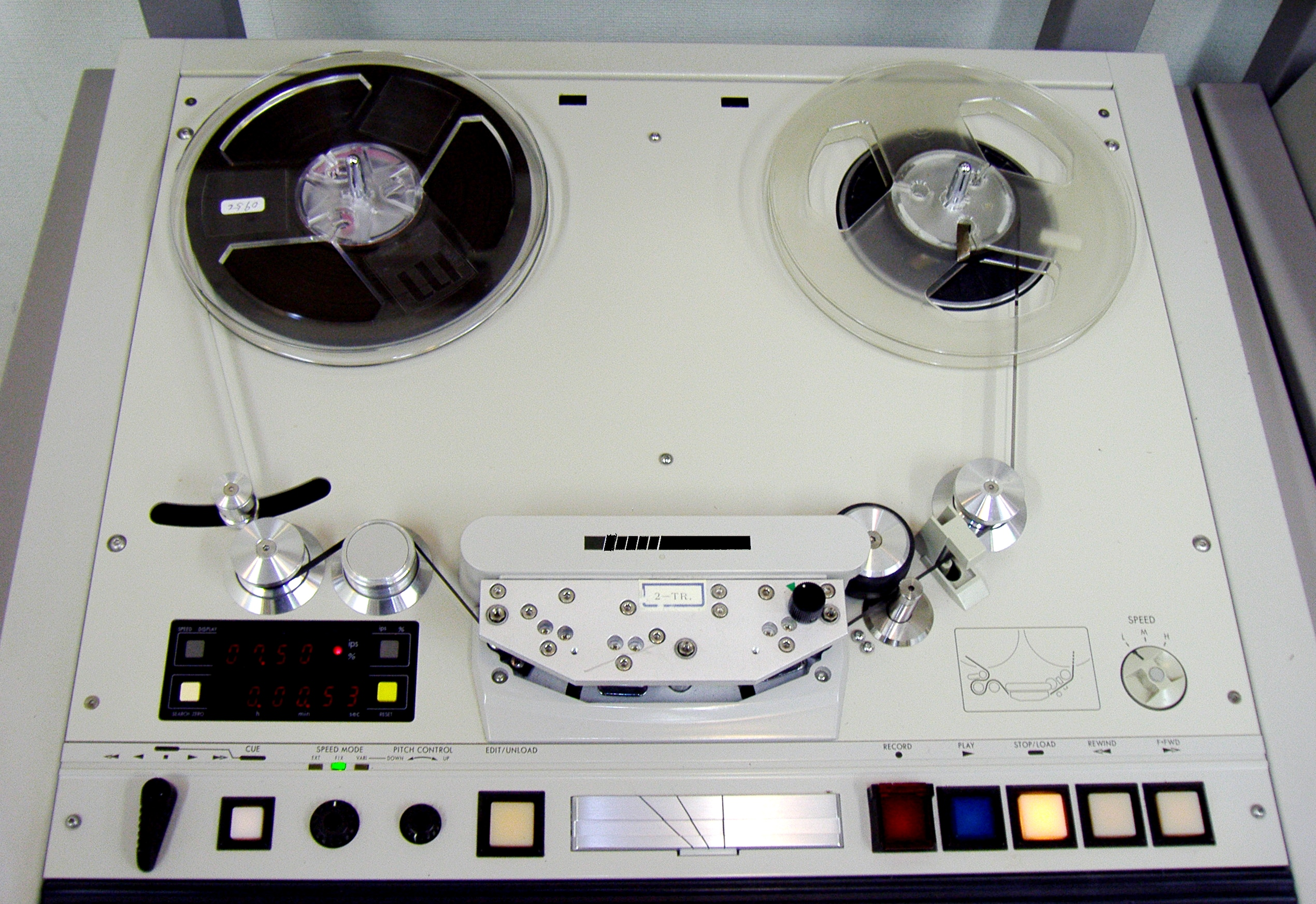
Студийный катушечный магнитофон

В 1927 году немецкий инженер Фриц Пфлёймер (нем. Fritz Pfleumer) после ряда опытов с различными веществами сделал напыление порошком оксида железа на тонкую бумагу с помощью клея. В 1928 году он получил патент за применение магнитного порошка на полоске бумаги или киноплёнке. В этом же 1928 году он представляет свой прибор магнитной записи с бумажной лентой общественности. Бумажная лента хорошо намагничивалась и размагничивалась, её можно было обрезать и склеивать. В 1936 году Национальный суд Германии признал права по патенту Пфлёймера недействительными, так как покрытие бумажной ленты железным порошком было изложено ещё в патенте Поульсена от 1898 года.
В 1932 году компания AEG, взяв на вооружение идею Пфлеймера, начала производство прибора для магнитной записи под названием «Magnetophon K1». Носителем в нём была плёнка произведённая немецким химическим концерном BASF. «Magnetophon K1» был представлен публике в 1935 году на радиовыставке в Берлине.
В 1939 году компания BASF представила публике плёнку, покрытую порошком оксида железа. Это был прорыв. Одновременно с этим инженер Вальтер Вебер работал над улучшением качества воспроизведения магнитофонов, производимых AEG. Он проводил опыты с подмагничиванием плёнки. Опытным путём было доказано, что высокочастотное подмагничивание переменным током намного улучшает качество воспроизведения. Весной 1940 года Вебер получает патент на технологию высокочастотного подмагничивания переменным током (нем. HF-Vormagnetisierung), и уже в 1941 году AEG выпускает магнитофон нового образца: «Magnetophon K4-HF». Технические характеристики этого образца превосходили все существовавшие тогда приборы магнитной записи: благодаря открытой Вебером технологии, отношение сигнал/шум составило 60 дБ, а воспроизводить он уже мог частоты выше 10 кГц.
В 1942 году AEG начала проводить опыты по стереофонической записи звука.
С 30—40-х до 1970-х годах XX века преобладали катушечные магнитофоны, в том числе и переносные, и миниатюрные, в 50-х годах появились кассетные, достигшие пика своего развития в 1980-е — начале 1990-х годов. Цифровые магнитофоны появились в конце 70-х годов.
Магнитная лента открыла много новых возможностей для манипулирования звуком музыкантам, композиторам и инженерам. Магнитная лента была относительно дешёвым и надёжным звуконосителем и могла обеспечить очень высокое качество звуковоспроизведения.

### Многодорожечная запись

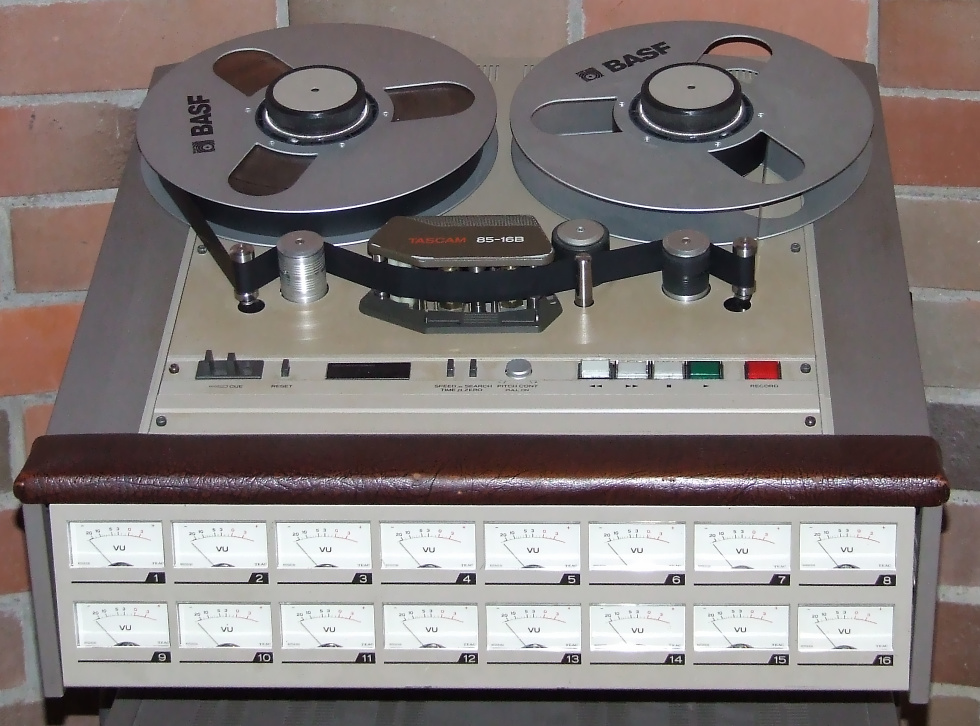
Аналоговый многодорожечный магнитофон

Многодорожечная запись позволяет производить одновременную или последовательную запись большого числа звуковых источников на отдельные звуковые дорожки. До их появления запись производилась на разные магнитофоны, которые требовали синхронизации. Применение многодорожечных записывателей позволило устранить этот недостаток и вывести уровень звучания высококачественной звукозаписи на новый уровень.
Впервые многодорожечная оптическая запись использована в 1940 году в системе звукового кино «Фантасаунд». Первые 4-х и 8-дорожечные магнитофоны появились ещё в середине 1950-х годов. Во второй половине 1960-х годов были представлены 16-дорожечные записыватели, а в 1974 году в Сиднее был представлен первый 24-дорожечный магнитофон.
В 1982 году Sony представила 24-дорожечный магнитофон DASH-формата.

### Кассетный формат

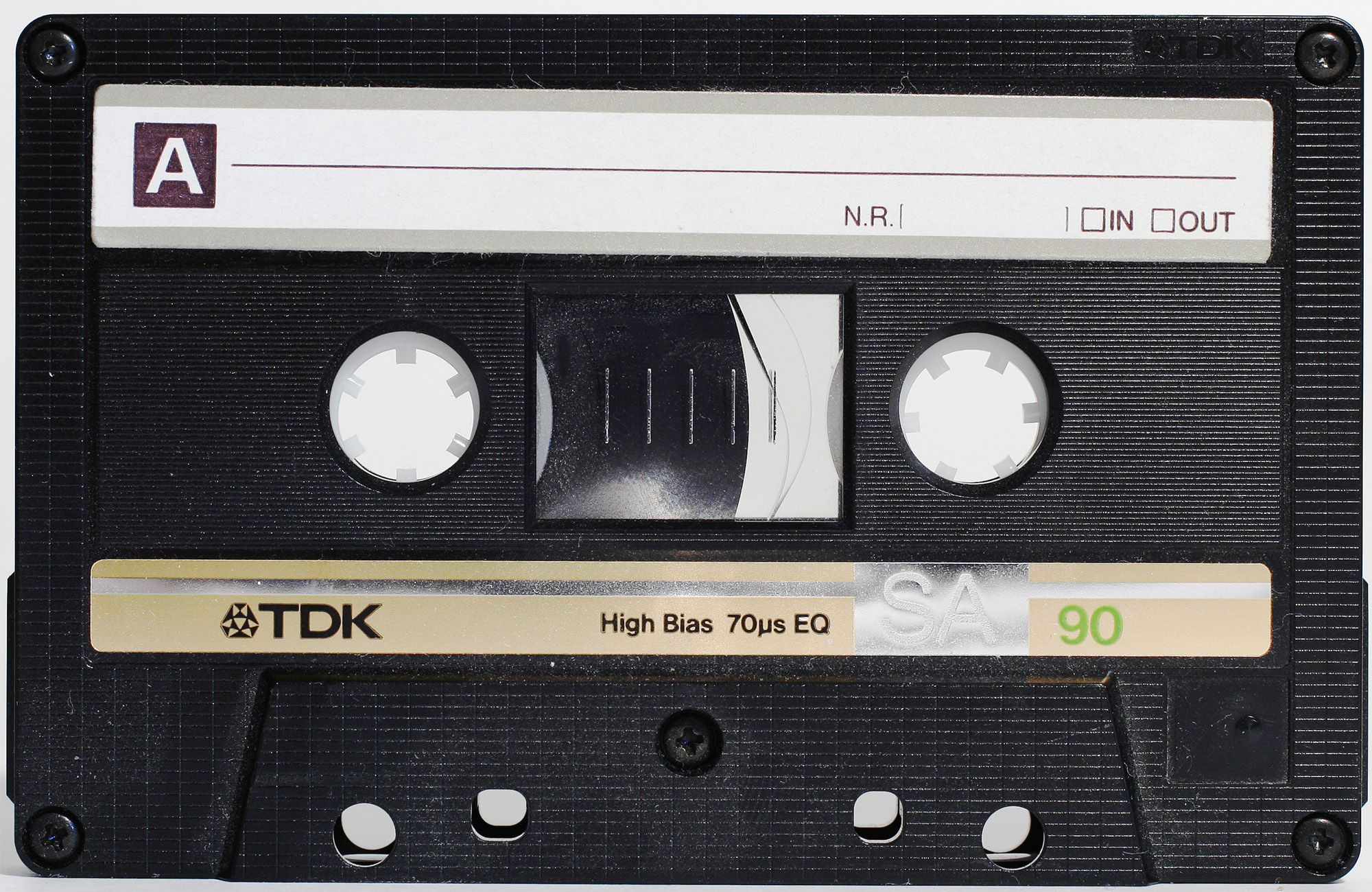
Компакт-кассета

Первый кассетный формат, использовавший ленту, склеенную в бесконечную петлю, был запатентован в 1952 году.
Кассета с двумя сердечниками, отдалённо напоминающая по конструкции будущую компакт-кассету, применялась в диктофоне «Диктарет» 1957 года.
В 1963 году компания Philips представила новый формат кассеты для звукозаписи, вышедший на рынок под названием «компакт-кассета» (англ. Compact Cassette). Опасаясь ответного хода конкурентов из Sony, Philips предпочёл отказаться от платы за лицензии на производство кассет, что и привело к массовому распространению нового формата.
В 1965 году фирма Grundig выпустила на рынок очень похожую кассету DC International и магнитофоны под неё. Конкуренции с компакт-кассетой этот формат не выдержал и через несколько лет сошёл со сцены.
Принципиальным преимуществом компакт-кассеты перед 4- и 8-дорожечными картриджами была простота механизма магнитофона. Бытовые 8-дорожечные магнитофоны могли только воспроизводить ленты, а для записи требовались профессиональные приборы. Поэтому, несмотря на теоретически худшее качество звучания (из-за вдвое меньшей скорости протяжки), на практике к середине 1970-х годов компакт-кассеты захватили рынок даже в США.
Массовое производство компакт-кассет впервые было организовано в Ганновере (Германия) в 1964 году. В 1965 году корпорацией Philips было запущено производство музыкальных кассет (англ. Musicassettes), а в сентябре 1966 года музыкальные кассеты были представлены в США.
Первоначальное предложение компании Philips состояло из 49 наименований. Компакт-кассеты того времени были предназначены для диктофонов и для использования в специальной аппаратуре (регистрирующей, управляющей станками с ЧПУ и пр.). Они совершенно не подходили для записи музыки. Кроме того, конструкция кассет ранних образцов была ненадёжной.
В 1971 году компания Advent Corporation впервые представила кассету c магнитной лентой на основе оксида хрома(IV). Появление этих кассет кардинально изменило судьбу этого вида носителей аудиоинформации. Качество звука на них было намного выше. Это привело к появлению кассет с записанной на них (в фабричных условиях) музыкой (фонограммой), кроме того, кассеты начали использоваться для самостоятельной записи музыки.

## Оптическая (фотографическая) запись

Фонограмма переменной плотности (слева) и фонограмма переменной ширины (справа)

В 1904 году французский изобретатель Эжен (Юджин) Августин Ласт подготовил свой первый опытный образец системы записи звука на киноплёнку. В 1906 году он (вместе с австралийцем Хейнсом и британцем Джоном С. В. Плеттсом), подал заявку на патент, и получил патент № 18057 в 1907 году на «Процесс записи и воспроизведения одновременно движения людей или объектов и звуков, издаваемых ими», таким образом, 35-мм целлулоидная плёнка, содержала одновременно и кадр изображения, и дорожку звука. В 1911 году он представил звуковой фильм в США, возможно, первый в истории показ фильма с помощью технологии оптической записи звука.
В 1919 году американский изобретатель Ли де Фо́рест получил свой первый патент на процесс озвучивания фильмов, в котором усовершенствовал разработку финского изобретателя Эрика Тигерштедта и немецкую систему «Триэргон», и назвал этот процесс «Фонофильм Фореста». В «Фонофильме» звук записывается непосредственно на плёнку в виде дорожки переменной оптической плотности, в отличие от способа «переменной ширины» в системе «Фотофон» (англ. RCA Photophone), разработанной компанией RCA. Изменения плотности дорожки соответствуют пульсирующему току звуковой частоты от микрофона и наносятся фотографическим способом на плёнку, а во время показа фильма переводятся обратно в электрический сигнал фотоэлементом.
В ноябре 1922 года Форест организовал в Нью-Йорке свою компанию «Фонофильм», но ни одна из голливудских студий не проявила интереса к его изобретению. Тогда Форест создал 18 коротких звуковых фильмов, и 23 апреля 1923 года организовал их показ в театре Риволи в Нью-Йорке. Макс и Дэйв Флейшеры использовали процесс «Фонофильм» в своём музыкальном трюковом мультсериале «Вслед за грохочущим шаром», начиная с мая 1924 года. Форест работал вместе с Фриманом Оуэнсом и Теодором Кейсом, совершенствуя систему «Фонофильм». Однако они потерпели неудачу. Кейс передал их патенты владельцу студии Fox Film Corporation Вильяму Фоксу, который затем усовершенствовал собственный способ озвучивания «Мувитон». В сентябре 1926 года компания Фонофильм подала документы на банкротство. Голливуд к тому времени внедрил новый способ озвучивания — «Витафон», разработанный компанией Warner Brothers, и выпустил 6 августа 1926 года звуковой фильм «Дон-Жуан» с Джоном Бэрримором в главной роли.
В 1927—1928 годах, Голливуд начал использовать для озвучивания фильмов системы «Мувитон» и «Фотофон» компаний «Фокс» и RCA. Между тем, владелец сети кинотеатров Великобритании Шлезингер приобрёл права на «Фонофильм», и с сентября 1926 года по май 1929 года выпускал короткометражные музыкальные фильмы британских исполнителей. В СССР в то же время велись собственные разработки в Москве и Ленинграде. В результате практически одновременно были созданы две системы с малоинерционным гальванометром: с переменной шириной оптической дорожки Александра Шорина, и с фонограммой переменной плотности «Тагефон». Последняя технология, разработанная под руководством Павла Тагера, использована в первом советском звуковом художественном фильме «Путёвка в жизнь».

## Цифровая звукозапись
Первой цифровой записи предшествовали многочисленные разработки учёных из самых различных прикладных областей математики, физики, химии.
В 1937 году британский учёный Алек Харли Ривз запатентовал первое описание импульсно-кодовой модуляции. В 1948 году Клод Шеннон опубликовал «Математическую теорию связи», а в 1949 — «Передача данных при наличии шума», где независимо от Котельникова доказал теорему с аналогичными теореме Котельникова результатами, поэтому в западной литературе эту теорему часто называют теоремой Шеннона. В 1950 Ричард Хэмминг опубликовал работу по обнаружению и исправлению ошибок В 1952 Дэвид Хаффман создал алгоритм префиксного кодирования с минимальной избыточностью (известный как алгоритм или код Хаффмана) В 1959 Алекс Хоквингем создал код исправления ошибок, ныне известный как Код Боуза — Чоудхури — Хоквингема В 1960 сотрудниками лаборатории Линкольна Массачусетского технологического института Ирвином Ридом и Густавом Соломоном изобретён Код Рида — Соломона Только в 1967 техническим институтом исследований NHK представлен первый цифровой катушечный стереозаписыватель на 1-дюймовой видеоленте. В устройстве использовалась ИКМ-запись с двенадцатеричной разрядностью и частотой дискретизации 30 кГц с применением компандера для расширения динамического диапазона

## Лазерная (оптическая) запись

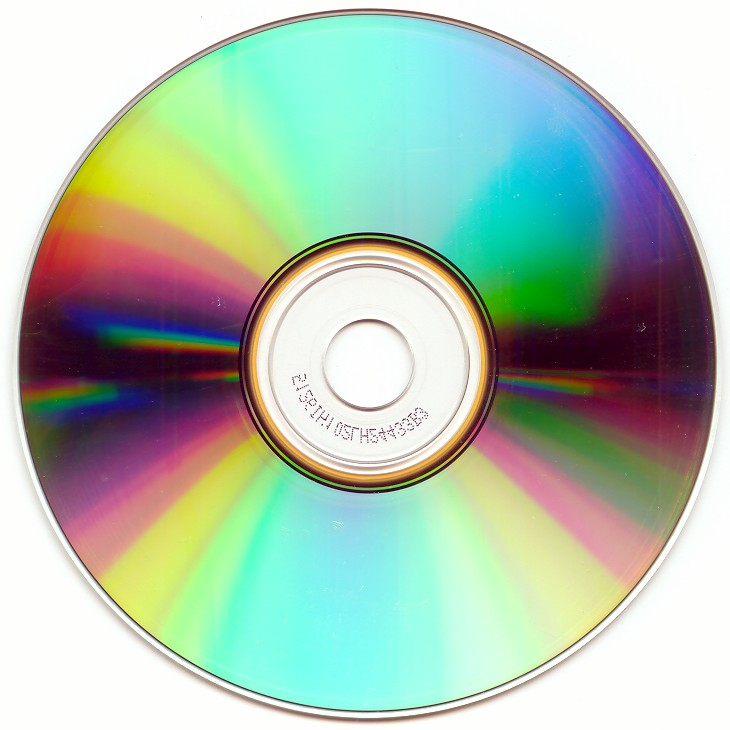
Компакт-диск

При помощи лазерного луча на вращающийся оптический диск записываются цифровые сигналы. В результате записи на диске образуется спиральная дорожка, состоящая из впадин (питов) и гладких участков. В режиме воспроизведения лазерный луч, сфокусированный на дорожку, перемещается по поверхности вращающегося оптического диска и считывает записанные данные. При этом впадины считываются как нули, а ровно отражающие свет участки — как единицы. Такой способ записи обеспечивает практически полное отсутствие помех и высокое качество звучания. По сравнению с механической и магнитной звукозаписью оптический диск имеет целый ряд преимуществ — очень высокую плотность записи и полное отсутствие механического контакта между носителем и считывающим устройством при записи и воспроизведении.

### Звуковой компакт-диск
В марте 1979 года на пресс-конференции компания Philips продемонстрировала качество звука прообраза системы «компакт-диск». Через неделю в Японии заключило соглашение с фирмой Sony по созданию стандарта на аудиодиск. В 1980 году Philips и Sony после некоторых доработок выпускают свою Красную Книгу (Red Book), которая была положена в основу стандарта на звуковой компакт-диск. В апреле 1982 года Philips представил свой первый проигрыватель компакт-дисков. В этом же году на заводе в Германии началось производство компакт-дисков. Совершенно новый носитель информации, заменивший грампластинки, стал основой для будущих поколений оптических дисков, применяемых не только для хранения звукозаписей, но и для видеозаписей, медиаинформации и в вычислительной технике.

### DVD-Audio
В январе 1998 года рабочей группой DVD Forum’s Working Group 4 (WG4) был представлен проект стандарта DVD-Audio, а в июле уже была представлена версия 0.9. Стандарт был разработан специально для высококачественного воспроизведения звуковой информации. Диск формата DVD-Audio позволяет записывать фонограммы с различным числом звуковых каналов (от моно до 5.1). Окончательная спецификация DVD-Audio 1.0 (без защиты от копирования) была утверждена в феврале 1999 года и представлена в марте. Выпуск, запланированный на октябрь 1999 года, задерживался до середины 2000-го из-за затянувшегося выбора защиты от копирования (шифрование и водяные знаки). В конце 1999 года компания Pioneer выпустила в Японии первый DVD-Audio-проигрыватель (без защиты от копирования). В июле 2000 года компания Matsushita выпустила универсальные DVD-Audio/DVD-Video-проигрыватели под торговыми знаками Panasonic и Technics. Pioneer, JVC, Yamaha и другие производители выпустили свои DVD-Audio-проигрыватели в конце 2000-го — начале 2001 года.

### Super Audio CD
В 1998 году компании Sony и Philips начинают продвигать на рынок альтернативный — Super Audio CD . Двухслойный SACD совмещает два формата на одном диске. Аудиоданные высокого качества хранятся на слое высокой плотности, занимающем объём 4,7 ГБ. Благодаря схеме сжатия без потерь Direct Stream Transfer, разработанной Philips, что позволяет хранить до 74 минут стереофонического и столько же многоканального (до шести каналов) DSD-материала одновременно. Уровень высокой плотности, равноценный уровню 0 DVD, считывается лазером с длиной волны 650 нм, при этом он прозрачен для лазера стандартного CD с длиной волны 780 нм. Проходя сквозь слой высокой плотности, лазер CD считывает данные Red Book, расположенные внутри диска, на том же фокусном расстоянии, что и у стандартного CD. Этот слой содержит CD-версию (16 бит/44,1 кГц) того же аудиоматериала, что и слой SACD. Поэтому SACD будет воспроизводиться не только на SACD-проигрывателях, но и — с качеством звучания компакт-диска, — на любом из стандартных CD-проигрывателей.

## Магнитооптическая запись

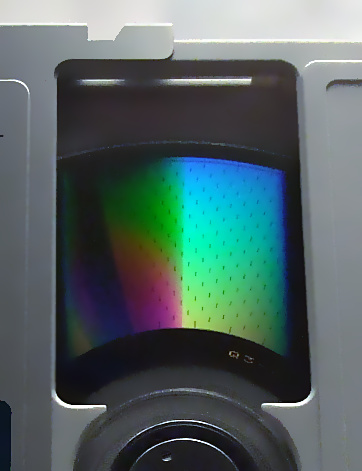
Поверхность магнитооптического диска

Запись ведется при помощи магнитной головки и лазерного луча на особый магнитооптический слой диска. Излучение лазера разогревает участок дорожки выше температуры точки Кюри 121 °C, после чего электромагнитный импульс изменяет намагниченность, создавая отпечатки, равнозначные питам на оптических дисках. Считывание осуществляется тем же самым лазером, но на меньшей мощности, недостаточной для разогрева диска: поляризованный лазерный луч проходит сквозь материал диска, отражается от подложки, проходит сквозь оптическую систему и попадает на датчик. При этом в зависимости от намагниченности изменяется плоскость поляризации луча лазера (эффект Керра, открыт в 1875 году), что и определяется датчиком.

### Минидиск
Минидиск был разработан и впервые представлен компанией Sony 12 января 1992 года. Позиционировался как замена компакт-кассетам, к тому времени уже устаревающей технологии.

### Hi-MD
В январе 2004 года, Sony представила формат медианосителя Hi-MD, как дальнейшее развитие формата MiniDisc. Новый диск вмещал уже один гигабайт данных и мог использоваться не только для звукозаписи, но и для хранения документов, видеозаписей и фотоснимков. Появилась возможность выбирать один из трёх режимов записи: высококачественного (PCM mode), позволяющего записывать 94 минуты (1 час 34 мин) звуковых данных CD-качества, 7 часов в стандартном режиме записи (Hi-SP) со сжатием ATRAC, и низкокачественного режима (Hi-LP) с записью длительностью 34 часа, помещённой на одном диске.

## Запись звука на электронные носители
Запись звуковых данных в виде файлов на различные носители при помощи персонального компьютера появилась ещё в начале 1990-х годов. Однако большой объём данных и маленький размер доступных устройств хранения информации не позволяли использовать этот вид записи в полной мере. Развитие алгоритмов кодирования и сжатия звуковой информации дало толчок широкому распространению цифровых форматов аудиофайлов. Основным отличием от всех существовавших до этого способов хранения звукозаписей стало отсутствие ограничения на обязательное соответствие аудиоформата формату носителя. Записанный однажды аудиофайл может быть сохранен и скопирован на множество различных носителей, таких как жесткие диски, записываемые и перезаписываемые оптические диски, флеш-карты, твердотельные накопители. Наибольшей популярностью среди массового потребителя стал пользоваться аудиоформат сжатия MPEG-1 Аудио Уровень 3 или просто mp3.

### Аудиоформат mp3
В 1995 году исследователи из института Фраунгофера представили новый формат для сжатия звуковых данных стандарта ISO 11172—3 — «MPEG 1 Audio Layer 3», чаще называемый «mp3». В конце 90-х годов аудиоформат начал набирать популярность, так как позволял сохранять музыку приемлемого качества в небольшие по размеру файлы. Но самым главным толчком к развитию формата стало развитие сети Интернет. Возможность скачивать аудиофайлы, а не покупать дорогостоящие компакт-диски, очень быстро нашла своих сторонников. Для обмена музыкальными файлами с другими людьми Шоном Паркером была создана файлообменная пиринговая сеть Napster, действовавшая в период с июня 1999 года по июль 2001 года. Это привело к обвинениям в нарушении авторских прав со стороны музыкальной отрасли. Несмотря на то, что служба была остановлена по решению суда, она привела к появлению децентрализованных peer-to-peer сетей, контролировать которые гораздо труднее. Также развитию формата помогли выпущенный в 1997 году компанией Nullsoft программный проигрыватель Winamp, а также первый аппаратный цифровой mp3-проигрыватель MPMan, выпущенный в 1998 году.

### iTunes Store
В апреле 2003 года компанией Apple совершила переворот в музыкальной отрасли, открыв музыкальный интернет-магазин iTunes Store, торгующий законной музыкой и ставший лидером в этой области на многие годы. Доступ к магазину осуществляется из интерактивной оболочки обозревателя iTunes или из соответствующих приложений на iPod, iPad, iPhone. Музыкальная база, содержавшая на тот момент более 200 тысяч композиций, появилась благодаря соглашениям Apple с пятью основными звукозаписывающими компаниями — BMG, EMI, Sony Music Entertainment, Universal и Warner. Музыкальные произведения можно было приобретать по цене $0,99 за песню или $9.99 за альбом. Уровень продаж компакт-дисков с 2003 года начал неуклонно падать, при этом продажи цифровой музыки в Интернете продолжают расти. Успех iTunes Store очень быстро привёл к появлению других подобных служб. В октябре 2011 года компанией Apple заявлено, что в магазине iTunes уже доступно 20 млн песен, а число скачиваний превысило 16 млрд.